# Shen Weiwei
Shen Weiwei (chiń. 沈巍巍; ur. 31 lipca 1980 w Nantong) – chińska szpadzistka, brązowa medalistka mistrzostw świata.
Podczas mistrzostw świata w Lizbonie w 2002 roku Chinki w składzie: Luo Xiaojuan, Li Na, Shen Weiwei i Zhong Weiping zdobyły brązowy medal w turnieju drużynowym. W rywalizacji drużynowej zajęła tam trzynaste miejsce. Na rozgrywanych rok później mistrzostwach świata w Hawanie zajęła 10. miejsce drużynowo i 16. indywidualnie.
Wystartowała na igrzyskach olimpijskich w Atenach w 2004 roku, gdzie była szósta drużynowo, a indywidualnie zajęła 22. miejsce. 
Ponadto zdobyła złoty medal drużynowo i srebrny indywidualnie na igrzyskach azjatyckich w Bangkoku (1998) oraz srebrny drużynowo i brązowy indywidualnie na igrzyskach azjatyckich w Pusan (2002). 